# 건강보험연구원
건강보험연구원(健康保險硏究院)은 건강보험 및 의료보장에 관한 효율적 제도개선, 정책 자료의 적기 생산, 합리적인 정책대안 연구를 통해 국민의 삶의 질 높이기 위해 설립된 대한민국 보건복지부 산하 국민건강보험공단 부설 정책연구기관이다. 강원특별자치도 원주시 세계로 2에 위치하고 있다.

## 연혁
- 2000년 7월 1일 사회보장연구센터 설립
- 2000년 8월 21일 초대 김창엽 소장 취임
- 2001년 12월 10일 제2대 윤병식 소장 취임
- 2002년 1월 1일 건강보험연구센터로 명칭 변경
- 2003년 9월 1일 제3대 이평수 소장 취임
- 2004년 11월 16일 제4대 이상이 소장 취임
- 2006년 9월 29일 건강보험연구원으로 명칭 변경
- 2008년 12월 23일 건강보험정책연구원으로 명칭 변경
- 2008년 12월 26일 제5대 정우진 원장 취임
- 2011년 6월 13일 제6대 이기효 원장 취임
- 2015년 10월 5일 제7대 이홍균 원장 취임
- 2018년 4월 5일 제8대 이용갑 원장 취임
- 2020년 1월 1일 건강보험연구원으로 명칭 변경
- 2021년 4월 5일 제9대 이해종 원장 취임
- 2024년 8월 30일 제10대 장성인 원장 취임

## 조직

### 건강보험연구원장

##### 연구행정부
- 연구행정1팀
- 연구행정2팀
- 연구행정3팀
- 연구행정4팀

#### 건강보험정책연구실
- 보험정책연구센터
- 건강정책연구센터
- 국민의료비분석센터

#### 보건의료정책연구실
- 보건의료정책연구센터
- 자원관리연구센터
- 의료급여연구센터(T/F)

#### 지속가능체계연구실
- 재정안정화연구센터
- 보건의료체계개선연구센터
- 보건의료인력지원연구센터(T/F)

#### 장기요양연구실
- 장기요양정책연구센터
- 건강고령화정책연구센터
- 장기요양급여연구센터

## 같이 보기
- 국민건강보험공단
- 건강보험심사평가원